# 吉富滋
吉富 滋（よしとみ しげる、1901年〈明治34年〉4月15日 - 1946年〈昭和21年〉10月18日）は、日本の内務・厚生官僚。官選高知県知事。

## 経歴
山口県出身。吉富瀬兵衛の二男として生まれる。第一高等学校を卒業。1928年10月、文官高等試験行政科試験に合格。1929年、東京帝国大学法学部英法科を卒業。内務省に入省し、神奈川県属となる。
以後、福島県教育課長、同地方課長、島根県警察部特別高等警察課長、兵庫県警察部外事課長、内務省社会局事務官、厚生事務官、軍事保護院書記官、同業務局業務課長、厚生省大臣官房会計課長などを歴任。
1946年1月、高知県知事に就任。県立学校の統合、四国配電株式会社重役陣の改組、県内の復興などに取り組んだ。同年10月の臨時県会開催中に倒れ、知事在任中に死去した。

## 著書
- 『軍事援護制度の実際』山海堂出版部、1938年。